# Бонапарт, Зенаида
Зенаида Летиция Жюли Бонапарт (фр. Zénaïde Laetizia Julie Bonaparte; 8 июля 1801, Париж — 8 августа 1854, Неаполь) — французская принцесса с титулом Её светлость с 1804 года и испанская инфанта с 1808 по 1813 годы.
Старшая дочь Жозефа Бонапарта и Жюли Клари. У Зенаиды была сестра Шарлотта.
В 1822 году Зенаида вышла замуж за своего кузена Шарля Люсьена Бонапарта (1803—1857), сына Люсьена Бонапарта. Её отец выбрал в мужья своим дочерям сыновей двух его братьев на случай возвращения Бонапартов к власти. Муж Зенаиды был известным орнитологом и назвал именем своей жены род голубиных горлицы-зенайды. У супругов было двенадцать детей:
- Жозеф-Люсьен (1824—1865);
- Александрина (1826—1828);
- Люсьен-Луи (1828—1895), кардинал;
- Жюли (1830—1900), в 1847 вышла замуж за Алессандро дель Галло;
- Шарлотта (1832—1901), в 1847 вышла замуж за Пьетро, графа Примоли ди Фолья;
- Леони (1833—1839);
- Мари-Дезире (1835—1890), в 1851 вышла замуж за Паоло Франческо, графа Кампелло делла Спина;
- Августа (1836—1900), в 1856 вышла замуж за князя Плачидо Габриелли;
- Наполеон-Шарль (1839—1899), в 1859 женился на княгине Кристине Русполи;
- Матильда (1840—1861), в 1856 вышла замуж за Луи, графа де Камбасер;
- Альбертина (1842—1842);
- Шарль-Альберт (1843—1847).

## Образ в кино
- «Удивительная судьба Дезире Клари[фр.]» (Франция, 1942) — актриса Камилль Форнье[фр.]